# أرتور ليند
أرتور ليند (بالإستونية: Artur Lind)‏ هو أحيائي إستوني، ولد في 6 أبريل 1927 في Vändra ‏ في إستونيا، وتوفي في 30 نوفمبر 1989 في تارتو في إستونيا.